# Festiwal Kultury Kresowej

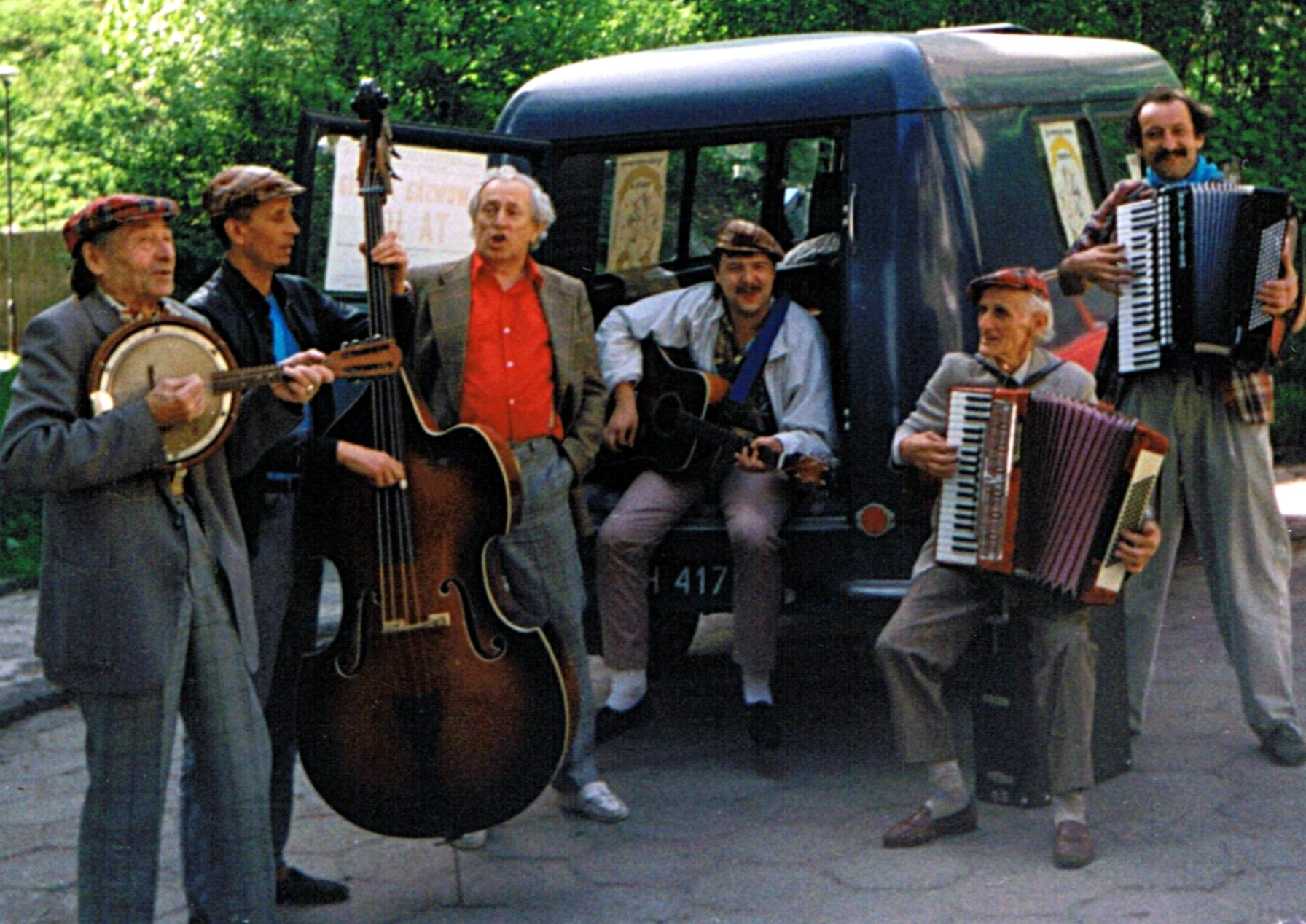
Kapela Ta-Joj

Festiwal Kultury Kresowej – festiwal, którego celem jest przybliżenie i popularyzacja kultury polskiej z obszaru Kresów Wschodnich. Odbywa się w Mrągowie.

## Historia
Festiwal Kultury Kresowej powstał w 1995 z inicjatywy Towarzystwa Miłośników Wilna i Ziemi Wileńskiej, głównie Ryszarda Soroki.
Festiwal Kultury Kresowej przypomina obrzędowość i dawne zwyczaje, występują na nim zarówno zespoły dziecięce, młodzieżowe, jak i tworzone przez osoby starsze. Festiwal objęty jest mecenatem m.in. Senatu RP, Urzędu marszałkowskiego i ministra kultury.
Odbyło się już szesnaście edycji festiwalu.
Występy zespołów muzycznych i tanecznych z Litwy, Łotwy, Białorusi i Ukrainy transmitowane są przez TVP 2 oraz Telewizję Polonia, występom towarzyszą wystawy plastyczne, fotograficzne, rękodzieła, wieczory poetyckie, kiermasze i degustacje kresowych potraw.